# Departamento Salto
Salto ist ein Departamento im Nordwesten von Uruguay.

## Geographie

### Lage und Landschaftsbild
Das eine Flächenausdehnung von 14.163 km² aufweisende Departamento grenzt im Norden an Artigas, im Osten an Rivera und Tacuarembó im Süden an Paysandú und im Westen am Río Uruguay an Argentinien. Das Gebiet des Departamentos ist abgesehen von einigen kleinen Hügeln flach. Der wichtigste Fluss des Departamentos neben dem Río Uruguay ist der Río Arapey Grande, der das gesamte Departamento kreuzt. Ein weiterer auf seinem Gebiet verlaufender Fluss ist der Arroyo Itapebí Grande. Westlich der Stadt Salto befindet sich das bedeutende Wasserkraftwerk Salto Grande, an dem der Río Uruguay zum Stausee Embalse Salto Grande gestaut wird.

### Siedlungsstruktur
Mehr als drei Viertel der Bevölkerung des Departamentos wohnen in der Hauptstadt Salto, die mit 104.028 Einwohnern (Stand: 2011) die drittgrößte Stadt Uruguays ist. Weitere im Departamento befindliche Städte sind Constitución, Belén oder Pueblo Lavalleja.

### Bodenschätze
Im nordöstlichen Gebiet des Departamentos finden sich in der Grenzregion zum Nachbardepartamento Artigas Achat- und Amethyst-Vorkommen.

## Geschichte
Die Gründung des Departamentos erfolgte im Juni 1837 per Gesetz durch den damaligen Präsidenten Manuel Oribe. Ab 1894 verfügte Salto über elektrisches Licht. Im Jahre 1905 fuhr erstmals ein Auto auf Saltos Straßen.

## Infrastruktur

### Bildung
Auf dem Gebiet des Departamentos gibt es insgesamt 131 öffentliche Schulen, neun Privatschulen, sieben Kindergärten und zwei spezielle Bildungseinrichtungen. Salto verfügt dabei über insgesamt zwölf weiterführende Schulen (Liceos), in denen 9.582 Schüler von 765 Lehrern unterrichtet werden. Das älteste Liceo des Departamentos ist das in der Departamento-Hauptstadt Salto angesiedelte, 1873 gegründete Liceo Nº 1 Departamental "Inst. Politécnico Osimani y Llerena". (Stand: Dezember 2008)

### Verkehr
Auf dem Gebiet des Departamentos befindet sich mit dem Flughafen Nueva Hesperides eine Anbindung an den Flugverkehr. Durch das Departamento führt eine aus Richtung Paysandú kommend über die Hauptstadt Saltos in den Norden nach Artigas bzw. Bella Unión führende Bahnstrecke. Ferner wird das Departamento von den folgenden Straßen jedenfalls teilweise durchzogen: Ruta 3, Ruta 4, Ruta 26, Ruta 30 und Ruta 31.

## Einwohnerentwicklung
Die Einwohnerzahl des Departamento stieg von 123.120 im Jahr 2004 auf 124.878 Einwohner im Jahre 2011.

## Politik
Die Führungsposition der Exekutive des Departamentos, das Amt des Intendente, hat Germán Coutinho von der Partido Colorado inne.